# Ding Darling
Jay Norwood Darling (21 d'Octubre de 1876- 12 de febrer de 1962) millor conegut com a Ding Darling, fou un animador americà que va guanyar dos Premis Pulitzer.Va ser una figura molt important en el moviment del segle 20 per la conservació natural i va fundar la National Wildlife Federation. A més, se'l coneixia per ser molt amic de Walt Disney.

## Biografia
Darling va néixer a Norwood, Michigan, on els seus pares, Clara R. (Woolson) i Marcellus Warner Darling, acabaven de mudar-se per a què Marcellus pogués treballar com a ministre. El 1886, la familia va marxar a Sioux City, Iowa, on Darling va desenvolupar interés sobre la natura i el món animal, gràcies a que passava passejant per la praderia. Va començar a aprendre la importància de la conservació natural de molt jove, quan el seu tiet el va renyar per disparar a un ànec durant la temporada de nidificació.
Darling va començar la universitat l'any 1894 al Yankton College a Dakota del Sur i es va canviar al Beloit College a Wisconsin l'any seguent, on va iniciar els seus estudis en pre-medicina i es va fer membre de Beta Theta Pi. A Beloit esdevení el editor d'art de l'anuari i firmà per primer cop amb la contracció del seu nom, D'ing, un sobrenom que es va quedar.

## Dibuixos animats editorials
L'any 1900, Ding va començar com a reporter al Sioux City Journal. Després, es va casar amb Geneive Pendleton el 1906 i va entrar a treballar amb Des Moines Register and Leader. El 1911, van marxar a Nova York i treballà amb el New York Globe, però va tornar a Des Moines el 1913. Tres anys després, 1916, va tornar a Nova York i va acceptar un treball a New York Herald Tribune. El 1919, Darling va tornar a Des Moines on va seguir la seva carrera com animador, guanyant llavors el Premi Pulitzer per Animació Editorial el 1924 i, un altre cop, el 1943. Les seves animacions van ser publicades des del 1917 fins al 1949 al New York Herald Tribune.

## Conservació natural
Darling va dibuixar algunes animacions relacionades amb la conservació natural i va ser una figura important al moviment conservacionista. Franklin Roosevelt, el president, el va designar al llaç blau del Comité de Restauració de la Fauna el 1934. Roosevelt buscava l'equilibri polític ficant Hoover Republican al comité, sabent que ell era un fidel defensor de la gestió de la fauna.
Darling va iniciar el programa de la Federal Duck Stamp i va dissenyar la primera estampa. Roosevelt el va designar el cap del U. S. Biological Survey, l'avantpassat del U.S. Fish and Wildlife Service. El J. N. “Ding” Darling National Wildlife Refuge a l'illa de Sanibel, al sud oest de Florida porta el seu nom, així com el llac Lake Darling State Park a Iowa que el van dedicar el 17 de setembre de 1950. El llac Darling, amb una extensió de 39 quilòmetres quadrats (aproximadament) és al Upper Souris National Wildlife Refuge, també porta el seu nom en el seu honor.
Fa poc, un hotel al National Conservation Training Center, a prop de Shepherdstown, Virginia de l'Oest, es va anomenar en el seu honor.

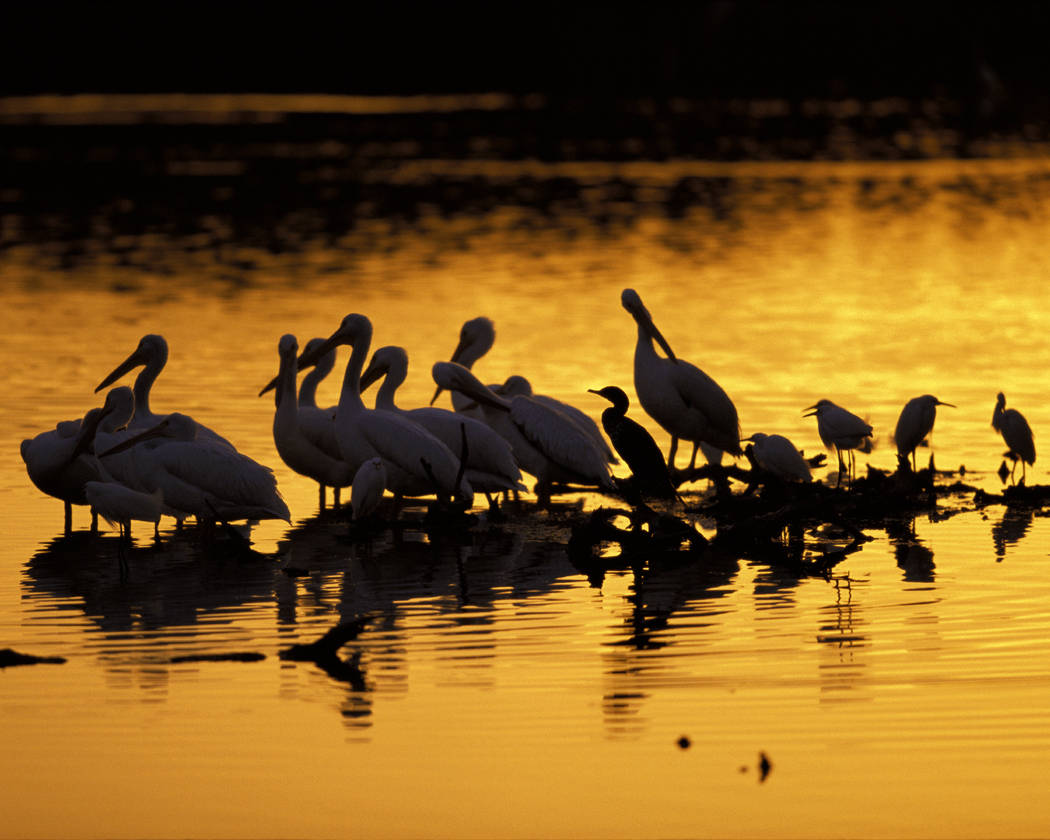
J.N. Ding Darling National Wildlife Refuge

Darling va ser escollit membre del Boone and Crockett Club, una organització per la conservació de la fauna, el 13 de desembre de 1934.
A més, va tenir un rol essencial en la fundació de National Wildlife Federation el 1936, quan el president Franklin Roosevelt va convocar la primera Conferència per la Fauna a Nord Amèrica (ara la Conferència per la Fauna Nord-americana i Recursos Naturals), administrat per l'Institut de la Fauna Americana (ara Institut de Gestió de la Fauna).

## Premis
Darling va rebre el premi anual Premi Pulitzer per Animació Editorial, on es van reconèixer dos treballs de Des Moines Register and Tribune com els millors de l'any, In Good Old USA (1923) i “What a place for a Waste Paper Salvage Campaign” (1942).
El 1960, la Societat Nacional de Audubon va guardonar Darling amb la medalla Audubon pels seus assoliments en l'àmbit conservacional.